# زیردریایی یو-۵۷۹
زیردریایی یو-۵۷۹ (به انگلیسی: German submarine U-579) یک زیردریایی بود که طول آن ۶۷٫۱ متر (۲۲۰ فوت ۲ اینچ) بود. این زیردریایی در سال ۱۹۴۱ ساخته شد.